# Chiesa di Santa Maria della Neve (Reggio Emilia)
La chiesa di Santa Maria della Neve è la parrocchiale di Castellazzo, frazione di Reggio Emilia, in provincia di Reggio nell'Emilia e diocesi di Reggio Emilia-Guastalla; fa parte del vicariato della Valle del Secchia.

## Storia
Il piccolo luogo di culto originario fu edificato all'inizio del Seicento per volontà di Vincenzo Ferrari.
L'antico oratorio, intitolato alla Beata Vergine della Neve e dipendente dalla chiesa di San Biagio di Marmirolo, fu completamente ristrutturato e ampliato nel 1935; al termine dei lavori, il 23 dicembre dello stesso anno fu elevato a sede parrocchiale autonoma.
Nel 1987 la chiesa fu danneggiata da un terremoto; i conseguenti lavori di ripristino e consolidamento furono completati cinque anni dopo. Tuttavia, già nel 1996 un nuovo sisma colpì il territorio, provocando altri danni all'edificio; i necessari interventi di restauro e miglioramento sismico furono terminati nel 2001.

## Descrizione

### Esterno
La facciata a capanna della chiesa, rivolta a sudest, presenta centralmente il portale d'ingresso architravato ed è scandita da quattro lesene tuscaniche poggianti su un alto basamento e sorreggenti la trabeazione caratterizzata dalla scritta "S. Mariae ad Nives dicatum"; il prospetto è coronato dal timpano di forma triangolare.
Annesso alla parrocchiale è il campanile a base quadrata, abbellito da paraste angolari; la cella presenta su ogni lato una monofora ed è coperta dal tetto a quattro falde.

### Interno
L'interno dell'edificio si compone di un'unica navata, sulla quale si affacciano due sfondamenti rientranti nello spessore dei muri e le cui pareti sono scandite da lesene sorreggenti la cornice modanate sopra la quale si imposta la volta a botte; al termine dell'aula si sviluppa il presbiterio, rialzato di un gradino e concluso dall'abside di forma semicircolare, su cui si apre una nicchia ospitante una statua con soggetto la Vergine Maria.